# Hendon Central
Hendon Central è una stazione della metropolitana di Londra, servita dalla linea Northern.

## Storia
La stazione aprì il 19 novembre 1923, insieme alla stazione di Brent Cross, come prima parte dell'estensione a nord di Golders Green della Charing Cross, Euston & Hampstead Railway (CCE&HR, in seguito la Northern Line). Hendon Central fu il capolinea settentrionale della diramazione fino al 18 agosto 1924, quando fu aperta la seconda sezione dell'estensione fino a Edgware.

## Strutture e impianti
Come tutte le stazioni a nord di Golders Green, Hendon Central è una stazione di superficie (anche se i binari entrano in due tunnel paralleli poco a nord della stazione, in direzione di Colindale). All'epoca della sua costruzione, si trovava in una zona rurale poco a sud del villaggio di Hendon.
L'edificio della stazione è un monumento classificato di Grade II, progettato in stile neo-georgiano dall'architetto Stanley Heaps, che disegnò anche la stazione di Brent Cross secondo uno schema molto simile, con un portico formato da un colonnato dorico. Il fatto che la zona fosse priva di costruzioni permise di pianificare lo sviluppo urbanistico con un livello insolitamente alto di coordinazione architettonica e di stile fra la stazione e gli edifici circostanti. La stazione avrebbe dovuto essere il centro di una nuova municipalità suburbana e fu pertanto costruita in modo da affacciarsi su una piazza circolare di 240 metri di diametro, intersecata da quattro strade che consentono l'accesso a tutte le zone di Hendon e dell'area circostante.
La stazione è stata ristrutturata nel 2008. Sono stati installati ascensori che permettono l'accesso alle piattaforme a passeggeri con disabilità. È stato inoltre incrementato il numero delle telecamere di sorveglianza e le decorazioni sono state restaurate, nel rispetto delle caratteristiche architettoniche della stazione.
Si trova sul confine tra la Travelcard Zone 3 e la Travelcard Zone 4.

## Interscambi
Nelle vicinanze della stazione effettuano fermata alcune linee urbane automobilistiche, gestite da London Buses
- Fermata autobus

## Galleria d'immagini

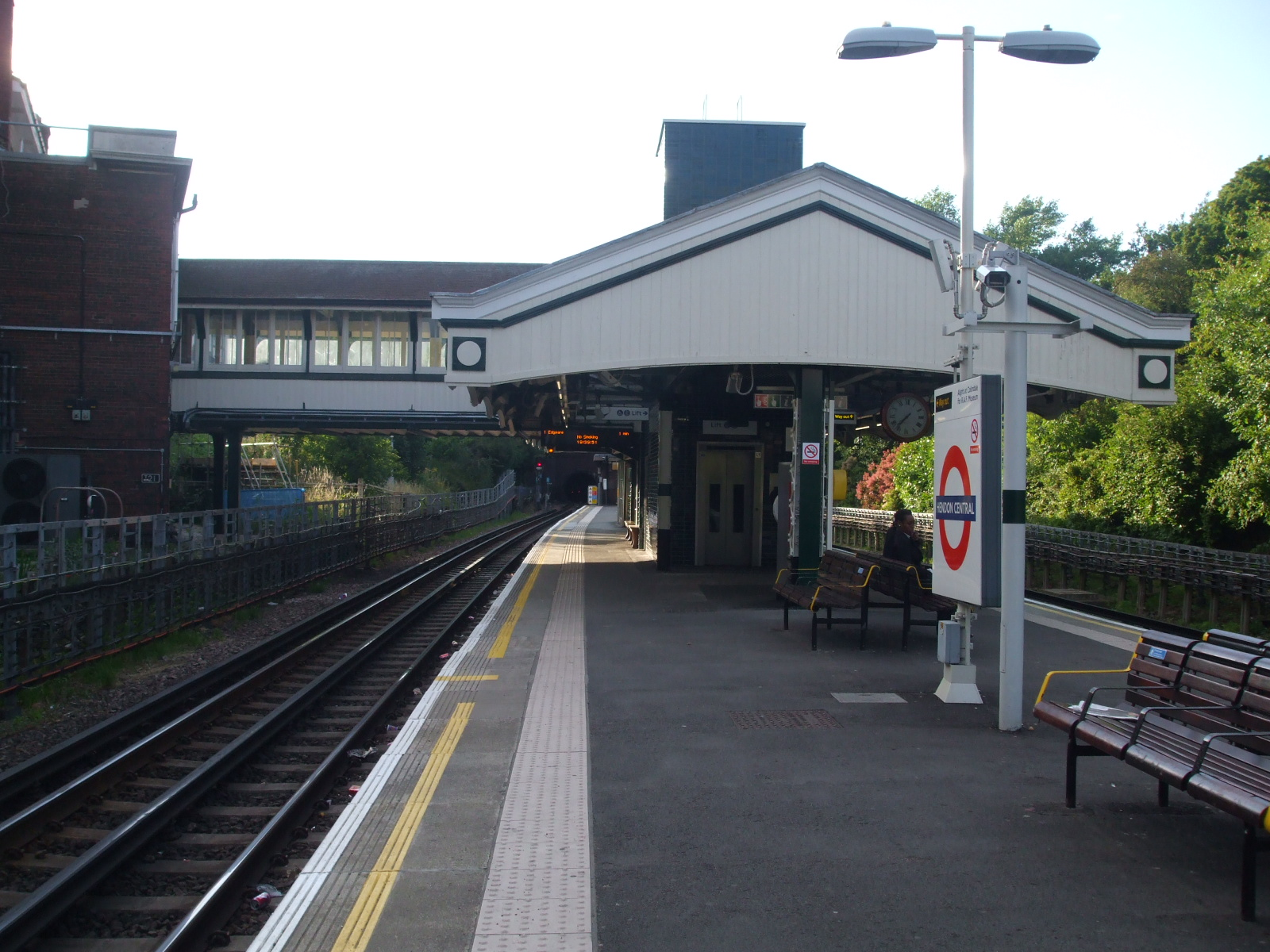
Piattaforma in direzione nord; si nota sullo sfondo l'imbocco dei tunnel
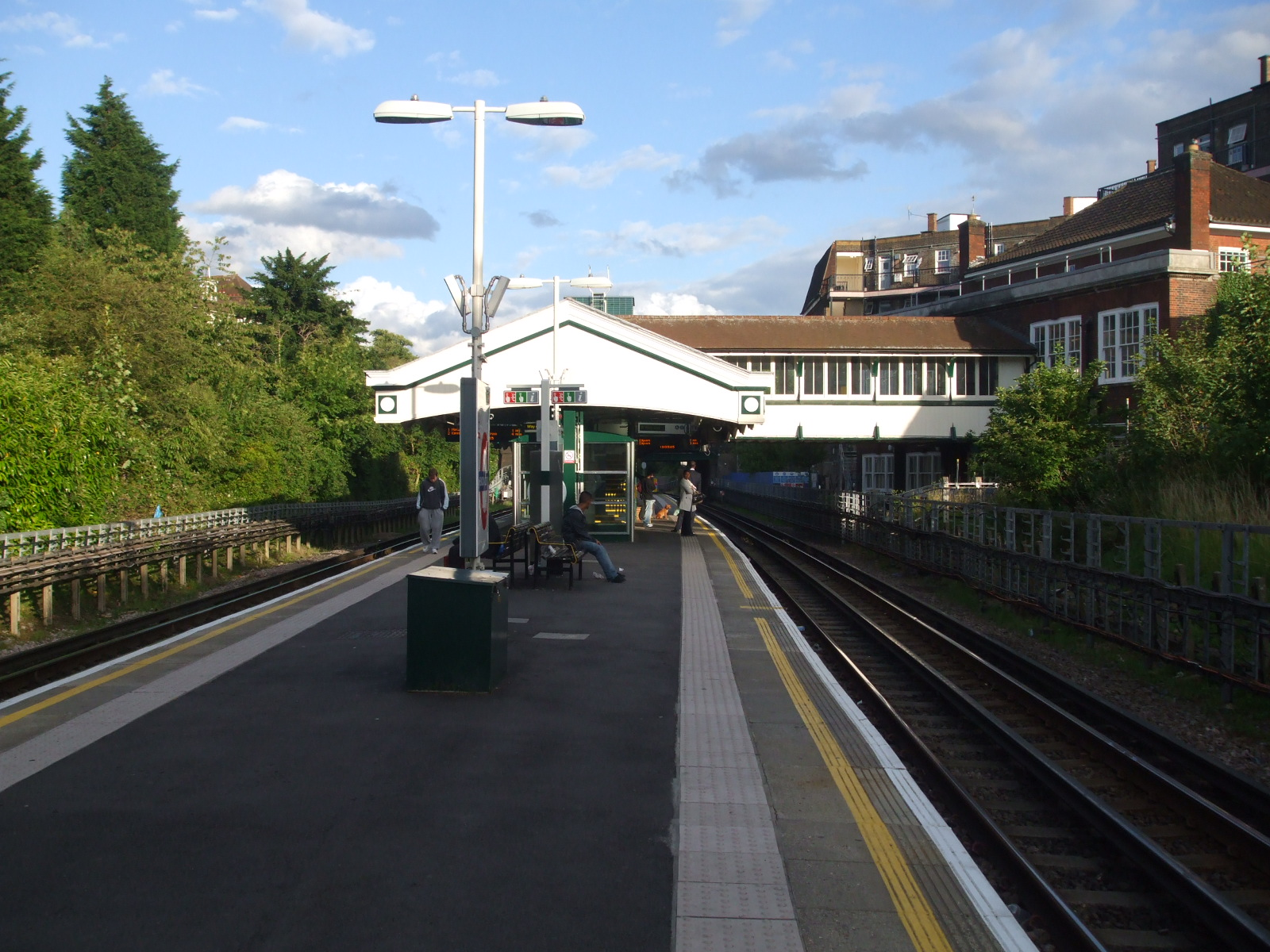
Piattaforma in direzione sud
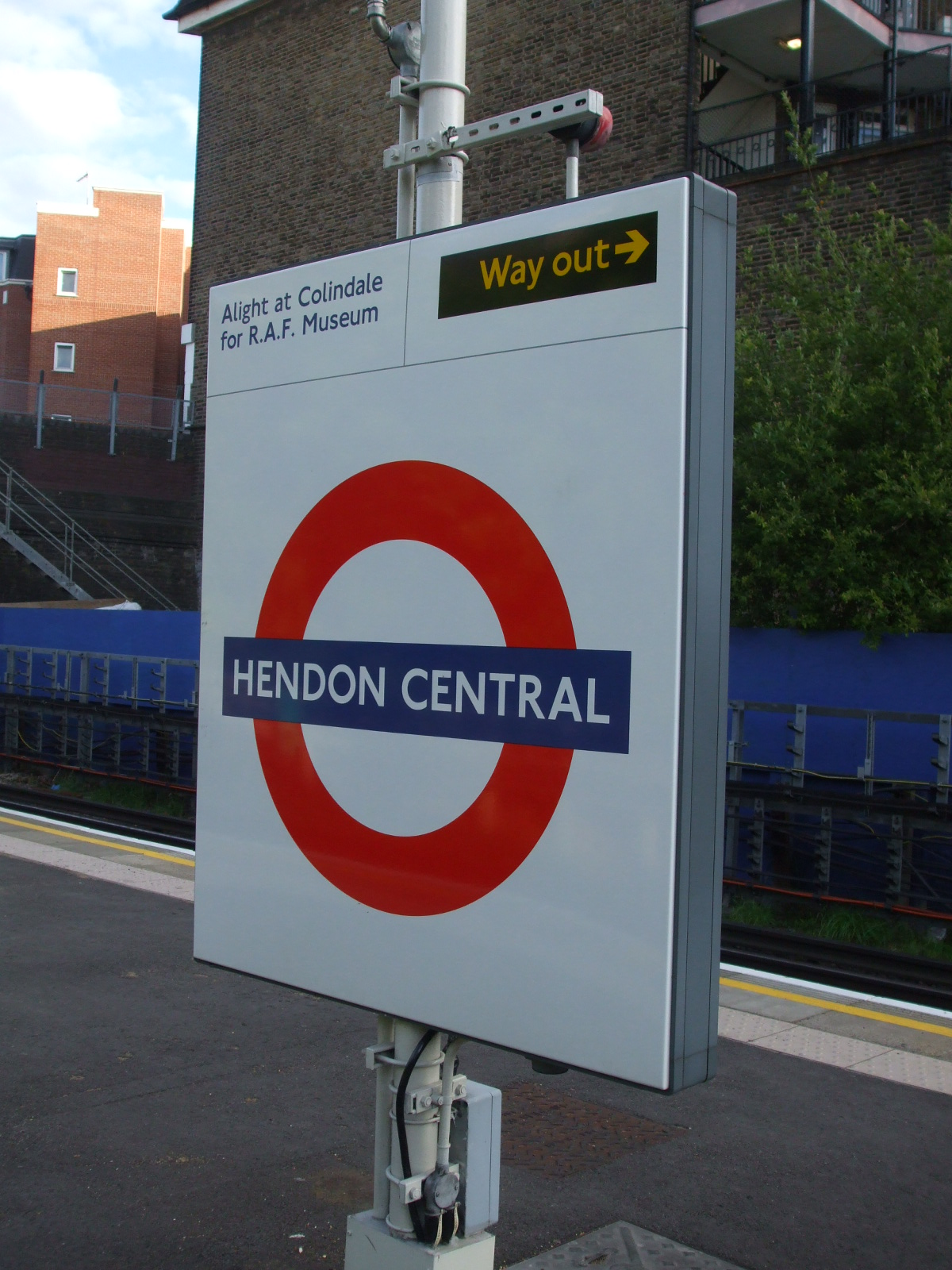
Roundel sulla piattaforma in direzione nord, che avvisa i passeggeri diretti al Royal Air Force Museum di scendere a Colindale
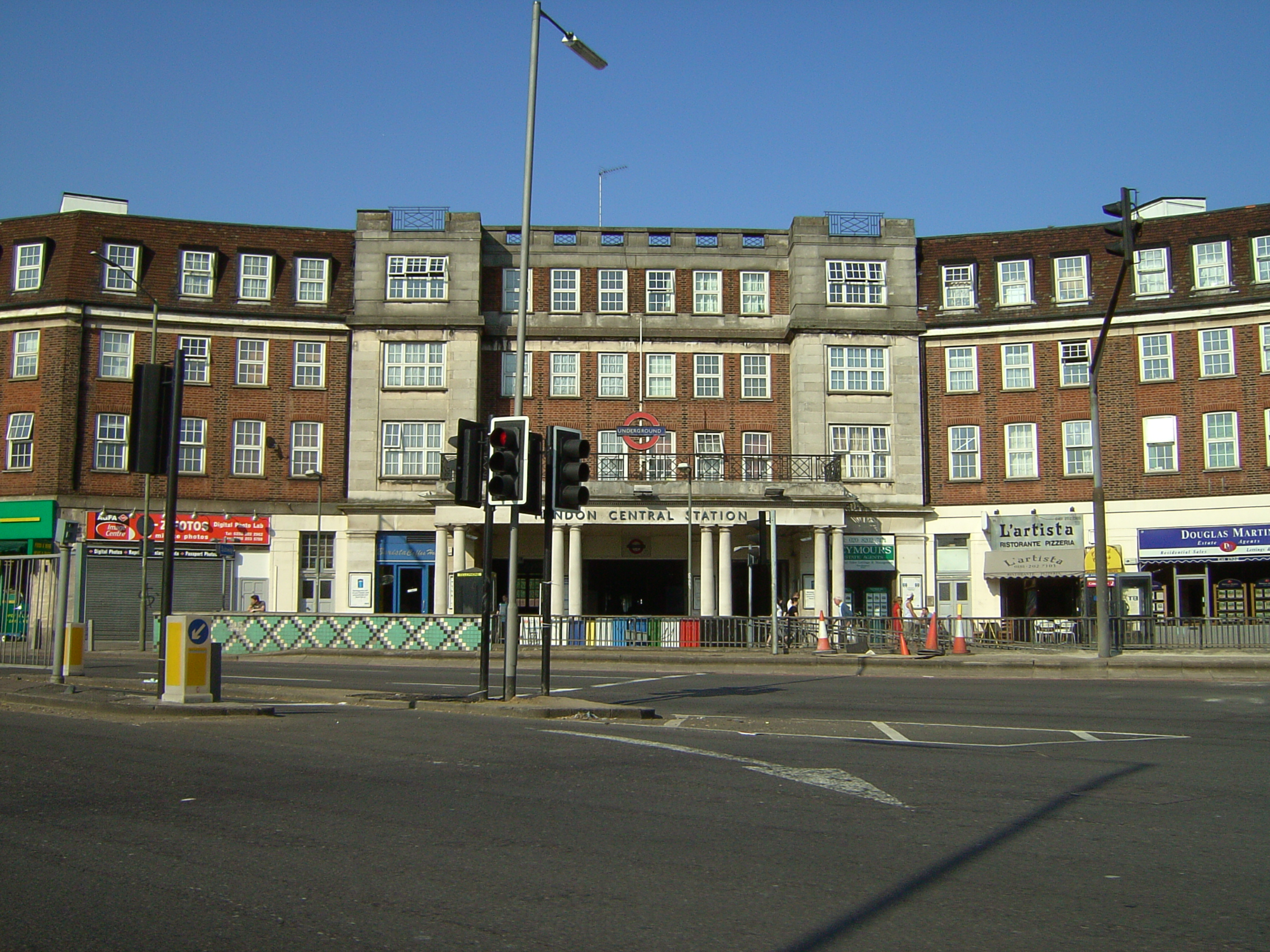
Vista dell'ingresso